# فرانسيسكو سيلفا

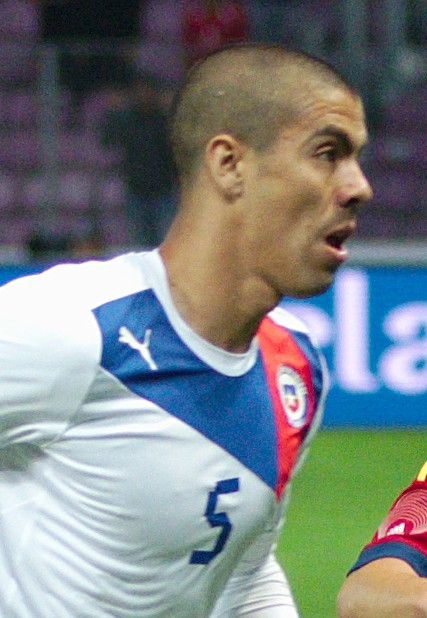
سيلفا

فرانسيسكو أندريس سيلفا غاخاردو (بالإسبانية: Francisco Andrés Silva Gajardo)‏ (ولد في 11 فبراير 1986 في كوياتا) لاعب كرة قدم دولي تشيلي يلعب حاليا لصالح نادي أوساسونا في مركز الوسط المدافع منذ 2013.